# 익안대군
익안대군(益安大君, 1360년 ~ 1404년 11월 7일(음력 9월 26일))은 고려 말기 사람이자 조선 전기의 왕족이다. 조선 태조의 셋째 아들로 이름은 방의(芳毅), 자는 관이(太寬), 시호는 안양(安襄)이다. 마한 안양공(馬韓安襄公)에 추증(追贈)되었다. 어머니는 신의왕후(神懿王后) 한씨(韓氏)이다. 부인은 증(贈) 찬성사(贊成事) 최인두(崔仁㺶)의 딸 철원 최씨(鐵原 崔氏)이다. 후에 마한 공정공(馬韓 恭靖公)에 추봉되었다.

## 생애
- 1392년(태조 1년) 8월 25일(음력 8월 7일) 조선 개국(朝鮮 開國)이후 여러 왕자(王子)들을 군(君)으로 봉(封)할 때에 익안군(益安君)에 봉작(封爵)되었다.[2] 이어 개국공신 1등에 추록되었다.
- 1398년(태조 15년) 10월 10일(음력 9월 1일) 익안공(益安公) 중군 절제사(中軍節制使)에 봉작(封爵)되었다.[3]
- 1398년(태조 15년) 11월 9일(음력 10월 1일) 정사 일등 공신(定社 一等功臣)에 책록(冊錄)되었다.[4]
- 1398년(태조 15년) 음력 12월 15일(양력 1399년 1월 22일) 개국 일등 공신(開國 一等功臣)의 예(例)에 견주어 포상(褒賞)을 받았다.[5]
- 대광보국숭록대부에 올랐다.
- 1401년(태종 1년) 2월 8일(음력 1월 25일) 익안부원대군(益安府院大君)에 봉작(封爵)되었다.[6]
- 조선왕조실록에 의하면 “성질이 온후(溫厚)하고 화미(華美)한 것을 일삼지 아니하였고, 손님이 이르면 술자리를 베풀어 문득 취하여도 시사(時事)는 말하지 아니하였다”고 적고 있다.
- 마한 공정공(馬韓 恭靖公)에 추봉되었다.

## 사후
경기도 개풍군 흥교면 사곡리 백암동 해좌 언덕에 장사지냈고, 정종 사후 정종의 묘정에 배향되었다. 후일 묘소는 풍덕군 동면 백암리(白巖里) 해좌로 이장되었다.
부인 삼한국대부인 철원최씨의 묘는 경기도 파주군 천현면 삼방리(현, 파주시 법원읍)에 있다.
1864년(고종 1년) 증 영종정경부사에 추증되었다.

## 가족관계
- 조부: 환조
- 조모: 의혜왕후
- 외조부: 증 문하부사 안변 한씨 한경
  - 아버지: 태조 이성계
  - 어머니: 신의왕후
    - 형: 진안대군 이방우
    - 형: 영안대군 이방과 - 제2대 정종
    - 동생: 회안대군 이방간
    - 동생: 정안대군 이방원 - 제3대 태종
    - 동생: 덕안대군 이방연
    - 동생: 경신공주
    - 동생: 경선공주
- 익안대군(益安大君)
- 정부인: 삼한국대부인(三韓國大夫人) 동주 최씨(東州 崔氏, 정경옹주) - 지간성군사(知杆城郡) 증찬성사(贈贊成事) 최인두(崔仁?)의 딸
  - 장남: 익평부원군(益平府院君) 안량공(安良公) 이석근(李石根, ? ~ ?년 11월 5일)
  - 첫째며느리 : 진한국대부인 화숙옹주 경주김씨, 월성군 김수(金需)의 딸
    - 손자 : 신의군 이인, 당숙 순녕군 이덕근(진안대군의 아들)에게 입양
    - 손자 : 원윤 증 신성군 의

  - 첫째며느리 : 진한국대부인 김씨, 김영국(金永國)의 딸
    - 손자 : 반남도정 이례
    - 손자 : 종남도정 이지
    - 손자 : 양진정 이신
    - 손자 : 대림도정 이강
    - 손자 : 백파도정 이상

  - 장녀: 회인현주(懷仁縣主, 사후 선혜옹주(善惠翁主)로 추증됨.)
  - 첫째사위: 광산 김씨 첨총제 김한
    - 외손자 : 김유돈(金有敦), 김유장(金有長, 직장)
    - 외손녀 : 김경재(金敬哉)의 처, 정철반(鄭鐵攀)의 처

  - 차녀: 미상
  - 둘째사위: 한가경
    - 외손자 : 한선(韓善)
- 첩부인: 부부인 고성 이씨(府夫人 固城 李氏)
  - 차남: 영가정(永可正) 이승(李昇, 1390년 - 1445년 4월 15일)

## 익안대군이 등장한 작품
- 《용의 눈물》(KBS 1TV, 1996년~1998년, 배우:최동준)
- 《육룡이 나르샤》(SBS, 2015년~2016년, 배우:정재민)
- 《태종 이방원》(KBS 1TV, 2021년~2022년, 배우:홍경인)